# دکتر لایت (کیمیو هوشی)
دکتر لایت (به انگلیسی: Doctor Light) یک شخصیت خیالی ابرقهرمان در کتاب‌های کامیک آمریکایی منتشر شده توسط دی‌سی کامیکس است.

کیمیو هوشی شخصیتی متفاوت از یک ابرشرور دی‌سی به همین نام است و تاکنون چندین بار با دکترلایت شرور روبرو شده‌است.

## در رسانه‌ها
- در انیمیشن لیگ عدالت بی‌پایان و لیگ عدالت: خدایان و هیولاها، لورن تام، صداپیشگی شخصیت دکتر لایت را به عهده داشت.
- در مجموعه تلویزیونی فلش، ملیس جو، نقش لیندا پارک (دکتر لایت) را اجرا کرد.